# 名古屋清真寺
名古屋清真寺（／ Nagoya Mosuku）是位于日本爱知县名古屋的清真寺。1998年由名古屋伊斯兰协会改建而来，该协会是1987年由居住在名古屋的留学生组织成立的。
2002年登记为宗教法人。2008年该组织还设立了岐阜清真寺。

## 建筑

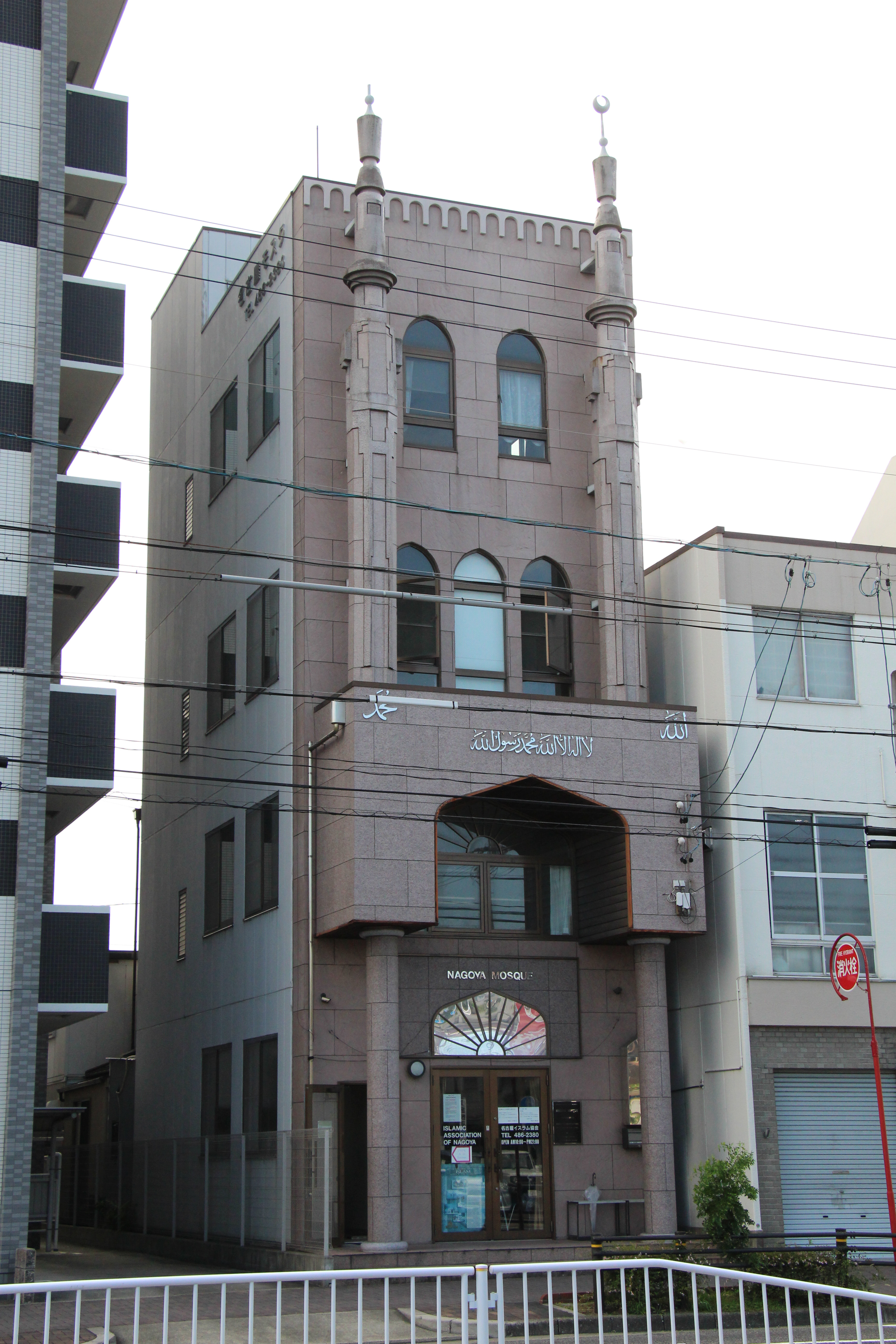
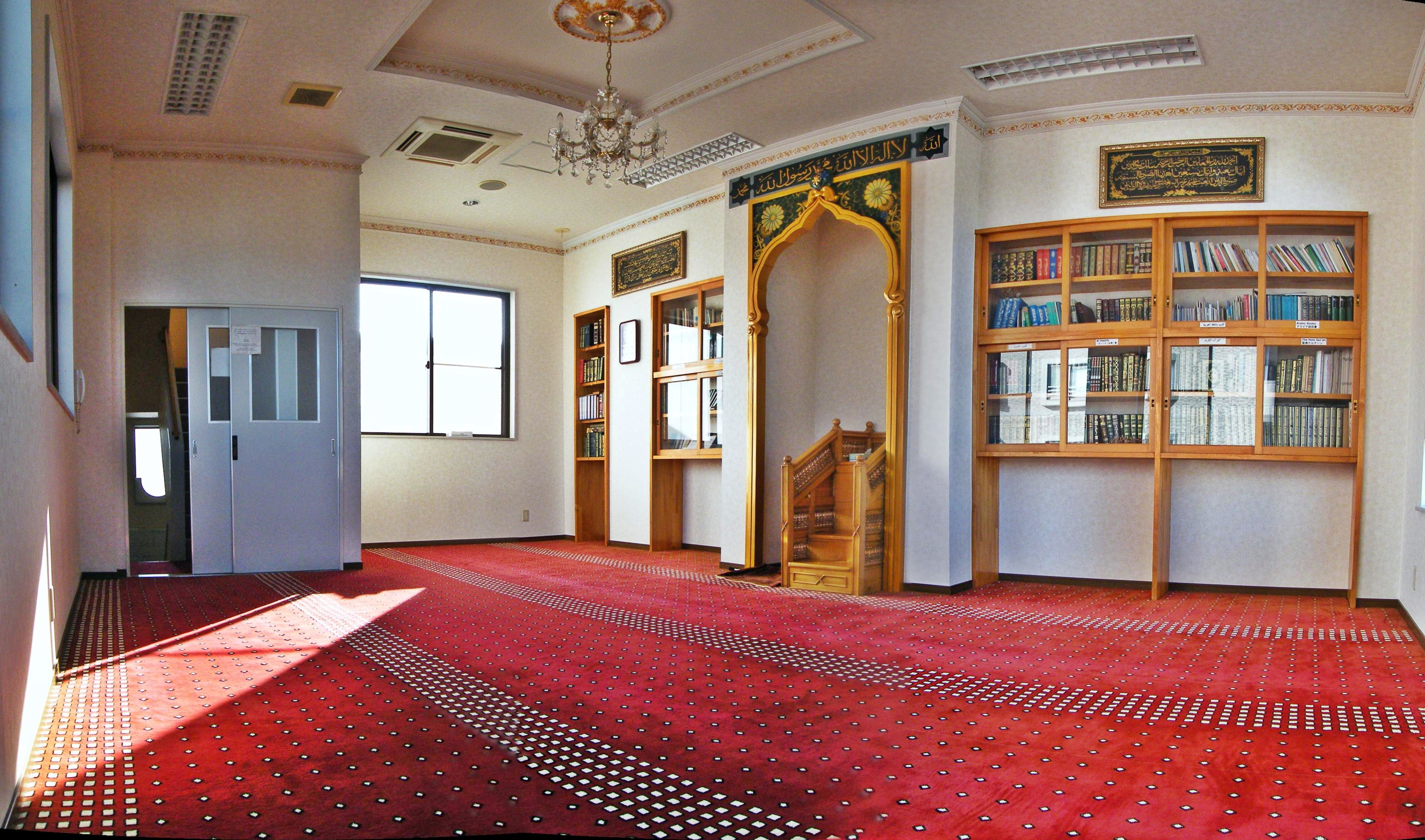
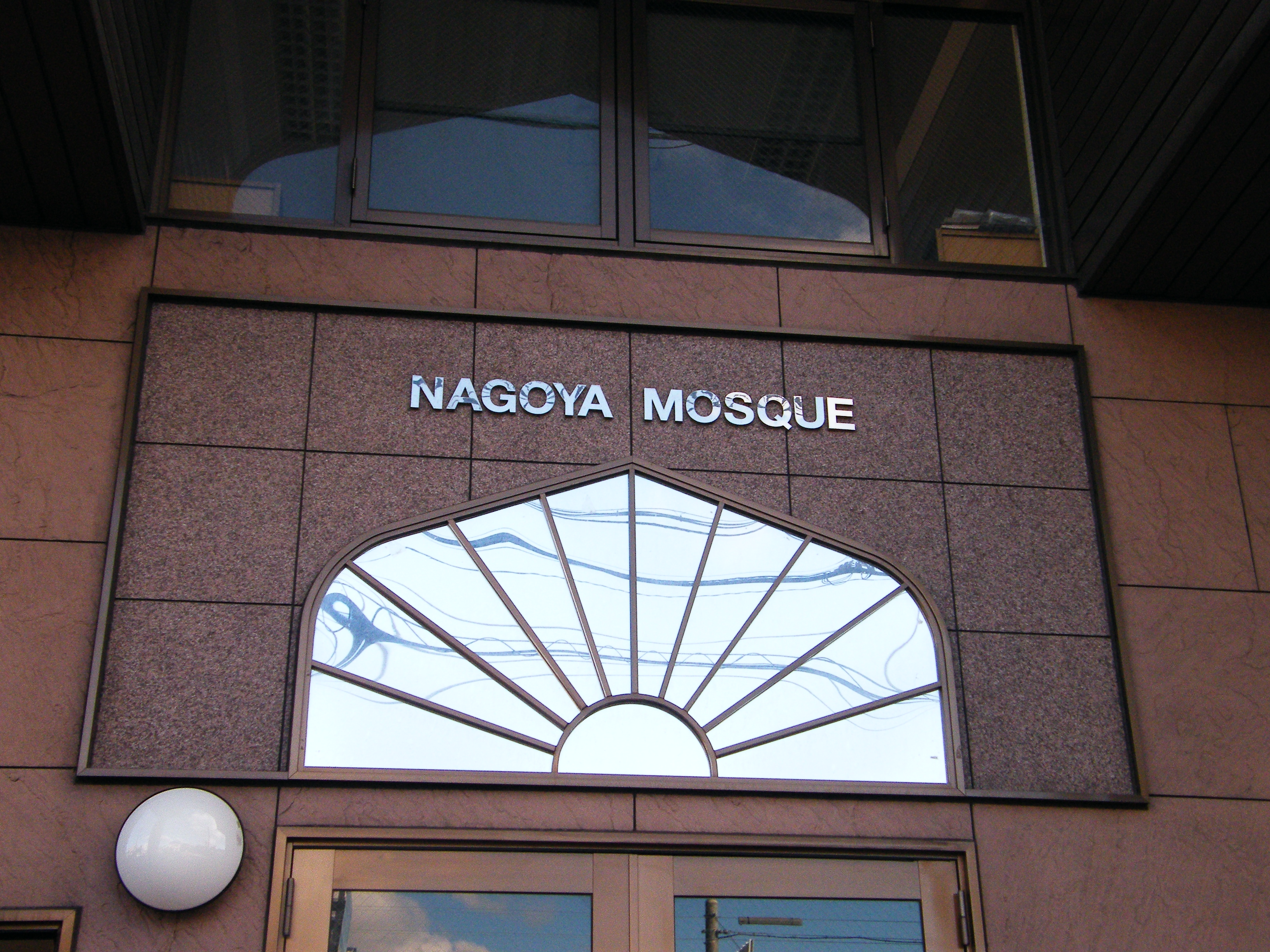